# Cypho
Cypho – rodzaj ryb z rodziny diademkowatych (Pseudochromidae).

## Klasyfikacja
Gatunki zaliczane do tego rodzaju:
- Cypho purpurascens
- Cypho zaps